# Quartier Nord (Avignon)
Le quartier Nord est l'un des 9 quartiers d'Avignon en région Provence-Alpes-Côte d'Azur.

## Localisation
Ce quartier est délimité :
- à l'est, par la rocade Charles de Gaulle, la route de Morières et les avenues Jean Boccace et Colchester qui le sépare du quartier Est ;
- au nord, par le Rhône qui le sépare du quartier Barthelasse-Piot ;
- à l'ouest, par le boulevard Limbert qui le sépare du quartier Centre ;
- au sud, par la route de Montfavet qui le sépare du quartier Nord Rocade.

## Administration

### Mairie de quartier
Tous les quartiers d'Avignon sont dotés d'une mairie de quartier. Celle du quartier Nord est située au 34 avenue Jean Boccace.

### Poste de police municipale
Le quartier Nord compte le poste central de la police municipale d'Avignon situé au 13 boulevard Saint-Lazare.

## Transports en commun
Le quartier est desservi par le réseau Orizo.

### Bus
Le quartier Nord est desservi par de nombreuses lignes de bus du réseau Orizo.
| Lignes desservant le quartier Nord | Arrêts dans le quartier Nord |
| ---------------------------------- | --- |
| 4                                  | Limbert • Palais de Justice • Maison de Retraite • L'Épi • Galaxie • Colchester |
| 5                                  | Limbert • Palais de Justice |
| 7                                  | Palais de Justice • Maison de Retraite • L'Épi • Galaxie • Colchester • Neuf Peyres • Wetzlar • Place de Sienne • Passerelle • Reine Jeanne • Droit de l'Homme • Albert Lebrun • Auriol |
| 8                                  | Université • Préfecture Chabran • Fourrière • Saint-Jean • Boccace • Saint-Véran • Esprit Requien • Notre Dame                                                                          |
| 9                                  | Limbert • Thiers • Préfecture Chabran • Fourrière • Saint-Jean • Passerelle • Reine Jeanne • Stade Gorlier                                                                              |
| 11                                 | Limbert • Thiers • Préfecture Chabran • Fourrière • Saint-Jean • Boccace • Saint-Véran • Esprit Requien • Notre Dame                                                                    |
| 23                                 | Saint-Lazare |
| 24                                 | Saint-Lazare • Bonaventure • Chemin de la Croix Verte • Vercors • Jardins Neufs • Tröenes • Courbet • Synagogue • Granier                                                               |
| 28                                 | Limbert |
| CZen-It                            | Parking des Italiens • Université • Thiers |
| CZen-Hal                           | Parking des Italiens • Université • Thiers • Limbert |

### Chron'hop
Le quartier Nord est desservi par toutes les lignes de Chron'hop du réseau Orizo.
| Lignes desservant le quartier Nord | Stations dans le quartier Nord                                                   |
| ---------------------------------- | -------------------------------------------------------------------------------- |
| C2                                 | Limbert • Thiers • Université • Clos des Trams • Croisière • Combe • Croix Verte |
| C3                                 | Saint-Lazare • Université • Thiers • Limbert                                     |

### Vélopop'
Le quartier Nord possède plusieurs stations Vélopop' du réseau Orizo.

## Les micro-quartiers

### Jardins Neufs
Les "Jardins Neufs" ou la "Synagogue" est principalement situé au long du chemin des Jardins Neufs et de l'avenue de la Synagogue à Avignon.
Il abrite le parking Relais des Italiens, le plus grand parking de la ville ainsi que nombre d'habitations pavillonnaires.

### Croisière
Il est situé au long de la route de Lyon et compte énormément de services de proximité tels que des banques, salles de sport ou encore stations-services. Ce micro-quartier comporte principalement des appartements en résidences.

### Saint-Jean
Le micro-quartier abrite notamment le cimetière Saint-Véran, la préfecture de Vaucluse, la fourrière d'Avignon ainsi qu'un hypermarché Intermarché.

### Reine-Jeanne
La Reine-Jeanne est principalement composée d'un ensemble d'immeubles mais abrite également une piscine, plusieurs stades ainsi qu'un collège et son gymnase.
Le micro-quartier est partagé entre les quartiers Avignon Nord et Avignon Est. Il s'agit d'un Quartier prioritaire de la politique de la ville nommé Nord-Est en 2015 et comptant 5 164 habitants. Il est classé d'intérêt régional par l'Agence nationale pour la rénovation urbaine, avec un taux de pauvreté de 55 %,. En 2024, il est intégré au quartier prioritaire : Reine-Jeanne - Saint-Jean - Grange d'Orel,.